# Simson 125-serie
De Simson 125 cc-serie is een kleine serie lichte motorfietsen van het Duitse merk Simson. De serie bestond uit de modellen Schikra 125, Schikra 125 Sport, 125 en 125 RS.

## Voorgeschiedenis
Simson Zweirad GmbH was gevestigd in Suhl, in de voormalige DDR. Daardoor was het jarenlang onderworpen geweest aan de centraal geleide economie. Dat had zowel positieve als negatieve effecten op het bedrijf gehad. Men had natuurlijk nooit enige concurrentie te duchten gehad, omdat de keuze in het voormalige Oostblok zeer beperkt was. Er waren ook productie-afspraken gemaakt: Simson mocht geen modellen zwaarder dan 70 cc produceren, andere bedrijven mochten weer niet in de vijver van Simson vissen. Dit beschermde bestaan had ook nooit geleid tot de behoefte modernere motorfietsjes te ontwikkelen, tót men zich in de jaren tachtig meer ging richten op export naar het Westen, met name naar de Bondsrepubliek Duitsland. Men had weliswaar het uiterlijk van de brom- en motorfietsjes aangepast, maar motorisch waren er nauwelijks vernieuwingen doorgevoerd. Na de Duitse hereniging viel het bedrijf onder de Treuhandanstalt en werd het feitelijk failliet verklaard. 200 Wernkemers startten het bedrijf opnieuw op, het overleefde zelfs de merken Zündapp en Kreidler, maar het lukte niet een behoorlijk dealernetwerk in de voormalige Bondsrepubliek op te bouwen. Bovendien was de 80 cc rijbewijsklasse in Duitsland intussen vervangen door de 125 cc klasse, waardoor de 70 cc Simsons met hun verouderde tweetaktmotoren helemaal niet meer interessant waren voor kopers.

## Simson Schikra 125 en Schikra 125 Sport
In 1998 verschenen twee nieuwe modellen, die er tamelijk sportief uitzagen en opnieuw een van de bij Simson zo populaire vogelnamen kregen: Schikra 125 en Schikra 125 Sport. Beiden hadden moderne gietwielen en de viertaktmotor mét startmotor was een in Taiwan geproduceerde Honda-inbouwmotor. Deze hing in een zeer modern vakwerkframe. De Schikra 125 Sport kreeg een tophalfkuip. Beide modellen leverden ca. 13,5 pk en hadden vijf versnellingen.

## Simson 125 en 125 RS
Helaas bleek de Honda motor niet aan de kwaliteitseisen te voldoen en het toch al noodlijdende merk Simson kreeg er een slechte naam door. De laatste modellen van de Schikra-serie kregen al een andere motor van Franco Morini. In 2000 nam Klaus Bänsch, oprichter van het bedrijf Kontec GmbH, Simson Zweirad over en doopte het om tot "Simson Motorrad GmbH". De vogelnamen verdwenen, en zo werden ook de Schikra-modellen omgedoopt tot Simson 125 en Simson 125 RS. Deze RS kreeg nu een volledige dolfijnkuip. Met de Franco Morini motor steeg het vermogen tot 14,5 pk, en er waren nu zes versnellingen aan boord. In februari 2003 werd het faillissement over Simson uitgesproken, ditmaal definitief.

## Technische gegevens Simson Schikra 125, Schikra 125 Sport, 125 en 125 RS
| Simson               | Schikra 125                     | Schikra 125 Sport               | 125                             | 125 RS                          |
| -------------------- | ------------------------------- | ------------------------------- | ------------------------------- | ------------------------------- |
| Periode              | 1998-2000                       | 1998-2000                       | 2000-2002                       | 2000-2002                       |
| Motor                | Honda                           | Honda                           | Franco Morini                   | Franco Morini                   |
| Motor type           | eencilinder viertaktmotor (OHC) | eencilinder viertaktmotor (OHC) | eencilinder viertaktmotor (OHC) | eencilinder viertaktmotor (OHC) |
| Koeling              | rijwind                         | rijwind                         | rijwind                         | rijwind                         |
| boring in mm         | 56,5                            | 56,5                            | 57                              | 57                              |
| slag in mm           | 49,5                            | 49,5                            | 48,6                            | 48,6                            |
| Cilinderinhoud in cc | 124                             | 124                             | 125                             | 125                             |
| Max. Vermogen in pk  | 13,5 bij 9.500 tpm              | 13,5 bij 9.500 tpm              | 14,3 bij 9.500 tpm              | 14,3 bij 9.500 tpm              |
| Topsnelheid in km/h  | ca. 105                         | ca. 105                         | ca. 110                         | ca. 110                         |
| Versnellingen        | 5                               | 5                               | 6                               | 6                               |
| Gewicht in kg        | 118                             | 133                             | 118                             | 133                             |